# تازه‌کند، بیله‌سوار (۱)
تازه‌کند (به ترکی آذربایجانی: Təzəkənd) یک منطقه مسکونی در جمهوری آذربایجان است که در شهرستان بیله‌سوار (جمهوری آذربایجان) واقع شده است.